# Sidney Kidman
Sydney Kidman (né le 9 mai 1857 à Adélaïde et mort le 2 septembre 1935 dans la même ville) est un éleveur et homme d'affaires australien, considéré comme l'un des plus grands propriétaires terriens de l'histoire du pays. Surnommé le « Roi du bétail » (Cattle King), il constitue au cours de sa carrière un empire pastoral qui s'étend sur plus de 200 000 kilomètres carrés à travers l'Australie-Méridionale, le Queensland, la Nouvelle-Galles du Sud, le Territoire du Nord et l'Australie-Occidentale.
Issu d'une famille modeste d'Adélaïde, il commence à travailler dans les élevages bovin comme roustabout (en) (homme à tout faire) avant de se lancer en indépendant. Il développe un système novateur d'élevage extensif reposant sur un réseau de stations stratégiquement situées le long des routes de transhumance, permettant de déplacer le bétail en fonction des conditions climatiques et des opportunités de marché. Son empire comprend à sa mort plus de soixante stations où sont élevés environ 176 000 têtes de bétail et 215 000 moutons. Il joue un rôle majeur dans le développement de l'industrie bovine australienne et contribue significativement à l'approvisionnement en viande des forces australiennes durant la Première Guerre mondiale. Anobli en 1921, il reste une figure emblématique de l'histoire pastorale australienne.

## Biographie

### Enfance et premiers emplois dans l'Outback
Sidney Kidman voit le jour le 9 mai 1857 à Athelstone (en), en banlieue d'Adélaïde, alors située dans la colonie britannique d'Australie-Méridionale (en). Il est le troisième fils de George Kidman, un agriculteur décédé en décembre de la même année, et de son épouse Elizabeth Mary, née Nunn, qui se sont mariés en 1848 à l'église anglicane Sainte-Marie (en) de Bury St Edmunds, dans le Suffolk, en Angleterre, avant d'émigrer en Australie-Méridionale l'année suivante.
Kidman reçoit une éducation élémentaire dans des écoles privées de la banlieue de Norwood mais s'enfuit de nuit de la maison en 1870 à seulement 13 ans avec pour seul bagage cinq shillings et un cheval borgne nommé Cyclops, qu'il a acheté grâce à ses économies durement gagnées. Il rejoint ses frères aînés George, Frederick, Thomas et Sackville qui travaillent comme bouviers (drover (en)) et conducteurs de bétail (bullocky (en)) à la station d'élevage Poolamacca (en) dans les monts Barrier (en) de la colonie de Nouvelle-Galles du Sud. Il obtient un emploi d'homme à tout faire (roustabout (en)) auprès de George Raines (ou Harry Raines selon d'autres sources,), un éleveur nomade qui déplace son bétail dans les terres non clôturées à la recherche de meilleurs pâturages où il squatte (en).
Durant cette période, le jeune Sidney partage un abri dugout (en) (creusé directement dans le sol) sur la berge d'un cours d'eau asséché avec un Aborigène connu des Blancs sous le nom de Billy. Cette cohabitation s'avère déterminante pour son apprentissage : traitant Billy avec respect et considération, Sidney acquiert auprès de lui des compétences essentielles de pistage et de survie dans le bush, devenant ainsi un meilleur homme de brousse que la plupart des adultes blancs. Cette expérience forge également son respect pour les Aborigènes, avec qui il continuera à travailler étroitement tout au long de sa carrière. Lorsque Raines est contraint de déménager à la suite de l'arrivée d'Abraham Wallace (en) qui prend légalement possession des terres, Kidman trouve un emploi à la station Mount Gipps (en) dans la région, en tant que gardien de troupeau (stockman (en)) pour dix shillings par semaine. Mount Gipps deviendra plus tard célèbre comme le site de la fabuleuse découverte de minerais d'argent-plomb-zinc de Broken Hill une décennie plus tard. En 1873, lorsque Kidman demande une augmentation de salaire, il est licencié. Il déclarera plus tard que ce licenciement fut « la meilleure chose qui lui soit jamais arrivée » car il l'a forcé à devenir un exploitant indépendant.

### Entrepreneur itinérant prospère
Après son licenciement de Mount Gipps, Kidman trouve un emploi comme gardien de troupeau chez un cabanier voisin nommé German Charlie. Grâce à ce travail, il parvient à économiser suffisamment d'argent pour acheter un attelage de bœufs. Cette acquisition marque un tournant décisif dans sa carrière : désormais, il travaille pour son propre compte et commence rapidement à employer d'autres personnes. Il se lance alors dans le transport de marchandises, assurant les livraisons entre les colonies isolées de Mount Gipps, Wilcannia, Swan Hill, Menindee, Bourke, Tibooburra (en), Louth (en) et Cobar. Il diversifie également ses activités en conduisant des troupeaux de chevaux et de bovins, parfois jusqu'aux marchés d'Adélaïde.
À la suite de la découverte de cuivre à Cobar au début des années 1870, Kidman saisit l'opportunité commerciale et s'installe dans cette ville principalement constituée de tentes et de structures temporaires en toile où il ouvre une boucherie en 1875, vendant de la viande aux mineurs depuis son échoppe improvisée. Cette entreprise connaît un succès considérable, lui permettant d'accumuler suffisamment d'argent pour s'établir comme un grand squatter (en) (comme James Tyson (en) vingt ans auparavant lors de la ruée vers l'or de Bendigo). Il se diversifie en acquierant des chariots pour transporter les provisions (farine, thé, sucre, confiture et savon) aux mineurs. Ces mêmes chariots sont également utilisés pour transporter le minerai de cuivre vers les ports fluviaux de Wilcannia et Bourke. Durant cette période, Kidman multiplie ses activités commerciales en vendant du bétail à son frère Sackville, qui dirige une importante entreprise de boucherie à Broken Hill.
En 1878, à l'âge de 21 ans, Kidman hérite de 400 livres sterling de son grand-père et utilise judicieusement cet argent pour développer ses activités commerciales, en particulier dans le commerce de chevaux et de bétail. Il diversifie également ses intérêts commerciaux en établissant des entreprises de transport par diligence en Nouvelle-Galles du Sud et en Australie-Occidentale. Il fournit ces services de chevaux et commence à approvisionner l'armée britannique en Inde avec des chevaux de remonte. Il forme pendant un certain temps un partenariat avec Bill Emmett (également connu sous le nom de Hammett) à Wilcannia, effectuant de fréquents voyages vers Adélaïde pour acheter et vendre des chevaux, ainsi que pour conduire du bétail. Lorsque de l'or est découvert dans la région de Mount Browne (en), en Nouvelle-Galles du Sud, en 1881, Kidman est de nouveau parmi les premiers à fournir des rations et des moyens de transport aux mineurs. Il crée ainsi le premier magasin de rations à Tibooburra. En 1884, il acquiert un quatorzième des actions de la Broken Hill Mining Company pour 60 livres, qu'il revendit peu après avec un bénéfice de 40 livres.
Le 30 juin 1885, Sidney Kidman épouse Isabel Brown Wright, une institutrice, dans la ville frontalière de Kapunda, avec qui il aura trois filles et un garçon,,.

### Le «Roi du bétail»
En 1886, Kidman franchit une étape décisive en acquérant sa première station pastorale, Owen Springs (en), située sur la rivière Hugh (en), au sud-ouest d'Alice Springs dans le Territoire du Nord. Cette acquisition s'inscrit dans une stratégie plus large qu'il a conçue avant même ses trente ans : créer une chaîne de stations s'étendant en lignes quasi continues depuis les terres tropicales bien arrosées du golfe de Carpentarie, vers le sud à travers le Queensland occidental (en) jusqu'à Broken Hill, et franchissant la frontière vers l'Australie-Méridionale à distance de transport raisonnable d'Adélaïde. Selon certaines sources, Kidman aurait acquis sa première station dans le Territoire du Nord dès 1885, profitant de l'ouverture officielle des monts MacDonnell par une expédition gouvernementale. De nombreuses stations de cette « chaîne principale » sont arrosées par la Cooper Creek et les rivières Georgina (en) et Diamantina, qui apportent parfois les eaux de pluie tropicales du nord jusqu'au centre, même en période de sécheresse.

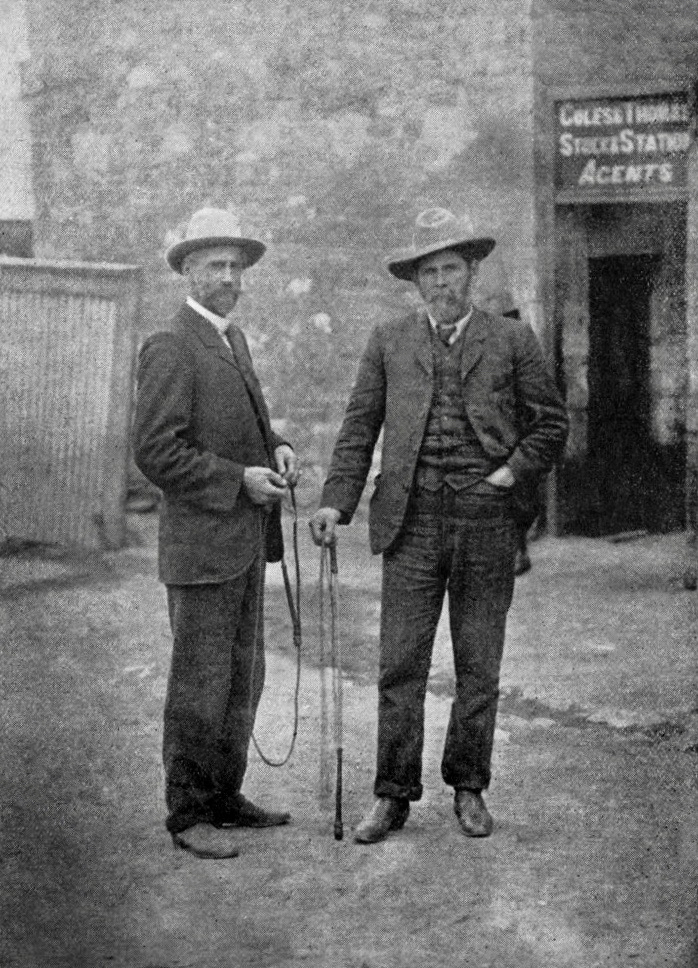
Sidney Kidman (à droite) et J. R. Chisholm en 1905

Kidman ne cherche donc pas de terres près de la côte ou dans les zones de précipitations plus stables, mais plutôt les terres semi-arides des régions reculées car il a compris que les terres peu ou pas pluvieuses peuvent néanmoins être exploitées de manière rentable en intégrant les rivières descendant du nord. Après les pluies de mousson, les rivières sortent de leur lit dans le sud-ouest du Queensland, offrant d'innombrables kilomètres de plaines inondables qui offrent rapidement de bons pâturages pour le bétail. Parallèlement à cette première chaîne, il commence à acquérir dans les années 1890 sa seconde chaîne de stations alignées le long de la ligne télégraphique transaustralienne, depuis la rivière Fitzroy et les Victoria River Downs (en) au nord jusqu'à la station de Wilpena dans les monts Flinders, près d'Adélaïde. Ainsi, en déplaçant le bétail des zones frappées par la sécheresse vers d'autres, en vendant sur les marchés où le prix est le plus élevé, en plus de sa connaissance détaillée du pays, de son énergie et de son savoir-faire du bush, il résiste à la grave crise bancaire (en) des années 1890 et à la grande sécheresse de 1902 (en). En 1899, il fonde la S. Kidman & Co (en).
En 1900, il lance des ventes annuelles de chevaux à Kapunda, en Australie-Méridionale, où jusqu'à 2 000 chevaux provenant de ses stations sont vendus chaque année jusqu'en 1935. Ces ventes durent souvent une quinzaine de jours et sont considérées comme les plus importantes au monde dans leur domaine. En 1908, lors de sa première visite en Angleterre, Kidman contrôle déjà un territoire pastoral immense de 127 000 km² (soit l'équivalent de l'Angleterre elle-même) et est reconnu comme le plus grand propriétaire foncier de l'Empire britannique.
Durant la Première Guerre mondiale, il participe avec insistance à l'effort de guerre en faisant des dons considérables aux forces armées. Son unique échec notable a lieu durant cette période avec le chantier naval Kidman & Mayoh, qu'il fonde avec les frères ingénieurs Arthur et Joseph Mayoh dans la banlieue de Putney (en) à Sydney, après que le gouvernement du Commonwealth a commandé la construction de 24 navires en bois à divers chantiers pour soutenir l'effort de guerre. L'entreprise emploie des centaines d'hommes pour abattre et équarrir le bois sur la côte nord de la Nouvelle-Galles du Sud. Faute de main-d'œuvre suffisante, des « menuisiers de brousse » viennent de la côte nord pour prêter main-forte aux charpentiers de marine qualifiés. Cependant, à la fin des hostilités, le gouvernement réduit la commande de Kidman & Mayoh de six à seulement deux navires. Début 1920, la société Burns Philp propose d’acheter ces deux navires au gouvernement. Malheureusement, le premier navire, considéré comme le plus grand jamais construit en bois en Australie, est endommagé lors de son lancement et ne reçoit pas la certification de première classe requise. S'ensuit une longue série de procès, et en 1923, les navires, dont l'un avait été dépouillé de son bois, sont incendiés. Kidman perd plusieurs milliers de livres dans l'affaire, mais il aurait déclaré que son plus grand regret était que le travail des remarquables bûcherons des forêts de la côte nord, avec leur enthousiasme, leur savoir-faire et leur loyauté, ait été réduit à néant.
En 1920, il donne à l'Armée du Salut (en) 1 000 livres et une part dans l'une de ses stations d'élevage. L'année suivante, en 1921, il donne sa maison de campagne à Kapunda, théâtre de ses ventes annuelles de chevaux, au gouvernement de l'Australie-Méridionale pour en faire un lycée de district. Il est anobli le lendemain.
Malgré sa générosité publique, Kidman connaît des démêlés avec le gouvernement concernant ses impôts. En août 1924, le trésorier fédéral, Earle Page, émet un mandat de recouvrement pour 166 067 livres sterling. Il est condamné à une amende de 10 livres avec quatre guinées de frais pour avoir omis de fournir des déclarations d'impôt foncier, le magistrat faisant remarquer qu'« une pénalité plus lourde ne servirait à rien pour un homme dans la position de Sir Sidney Kidman ». Trois ans plus tard, après un litige devant la Haute Cour d'Australie, le gouvernement accepte 25 132 livres en règlement de ses dettes d'impôt foncier.

### Fin de vie
En 1927, Kidman prend sa retraite officielle de la gestion active de ses affaires.  Dans ses dernières années, il souffre d'une surdité croissante et de rhumatismes, mais conserve par ailleurs ses facultés intactes. Après une brève maladie, il meurt à son domicile du 76 Northgate Street, Millswood (en) (aujourd'hui Unley Park (en)), à l'âge de 78 ans, le 2 septembre 1935. Son corps est inhumé au cimetière de Mitcham (en) en présence de centaines de personnes en deuil ; son cortège funèbre s'étend sur plus de 2,4 kilomètres. Il lègue la majeure partie de sa fortune de 300 000 £ à sa famille et à des œuvres de bienfaisance.
À sa mort, il possède ou détient des parts majoritaires dans des terres dont la superficie est estimée entre 220 100 km² et 277 130 km², soit jusqu'à 3,7 % du territoire continental australien, et 68 stations où il élève environ 176 000 têtes de bétail et 215 000 moutons.

## Héritage
Kidman fait don de sa maison de Kapunda, qu'il avait achetée vers 1900 et baptisée Eringa en référence à la station Eringa (en), au ministère de l'Éducation en 1921. Le bâtiment sert alors de bureaux administratifs pour le lycée de Kapunda, avant d'être classé au patrimoine et largement rénové entre 2011 et 2012. Dans la nuit du 29 mars 2022, il est toutefois gravement endommagé par un incendie qui détruit une grande partie de sa toiture.
Le quartier d'Adélaïde nommé Kidman Park (en) lui rend hommage, tout comme la Kidman Way (en), une route rurale de l'ouest de la Nouvelle-Galles du Sud dont une section était historiquement empruntée par Kidman et ses employés comme route de conduite du bétail. À Kapunda, en Australie-Méridionale, l'un des pubs portait autrefois son nom : le Sir Sidney Kidman Hotel avant de devenir le North Kapunda Hotel (en).
Aujourd’hui, S. Kidman & Co (en) reste le plus grand propriétaire foncier privé d'Australie, bien que son empire ait fortement diminué. En 2015, la société met en vente l'ensemble de ses terres, comprenant onze stations d'élevage couvrant plus de 100 000 km² et un troupeau de 155 000 têtes de bétail, pour une valeur estimée à 360 millions de dollars australiens. Deux sociétés chinoises, Genius Link Asset Management et Shanghai Pengxin, tentent de l’acquérir, mais la vente est bloquée par le ministre des Finances, Scott Morrison, qui invoque la clause d'intérêt national de la loi sur l'investissement étranger. Finalement, en 2016, Hancock Prospecting rachète l'entreprise à hauteur de 67 %, en partenariat avec Shanghai CRED (33 %),.
En 1992, l'Arbre de la connaissance de Kidman (en), situé dans la station Glengyle (en) à Bedourie, dans le Queensland, est inscrit au registre du patrimoine de l'État. Selon la tradition, Kidman aurait campé sous cet arbre alors qu'il élaborait ses projets pour son empire pastoral dans la région.

## Culture populaire
En 1936, une biographie de Kidman intitulée The Cattle King (en), par Ion Idriess (en), est publiée et devient un best-seller.